# 飛虎航空
飛虎航空是美國首間定期的貨運航空公司，在冷戰時期，主力經營軍事上貨運及客運包機服務（後者是以濕租客機為主）。公司創辦人是於第二次世界大戰時期，於中國戰區協助中國對抗大日本帝國的美國志願空軍飛虎隊成員之一的羅拔·威廉·佩爾史葛特（Robert William Prescott）。

## 歷史

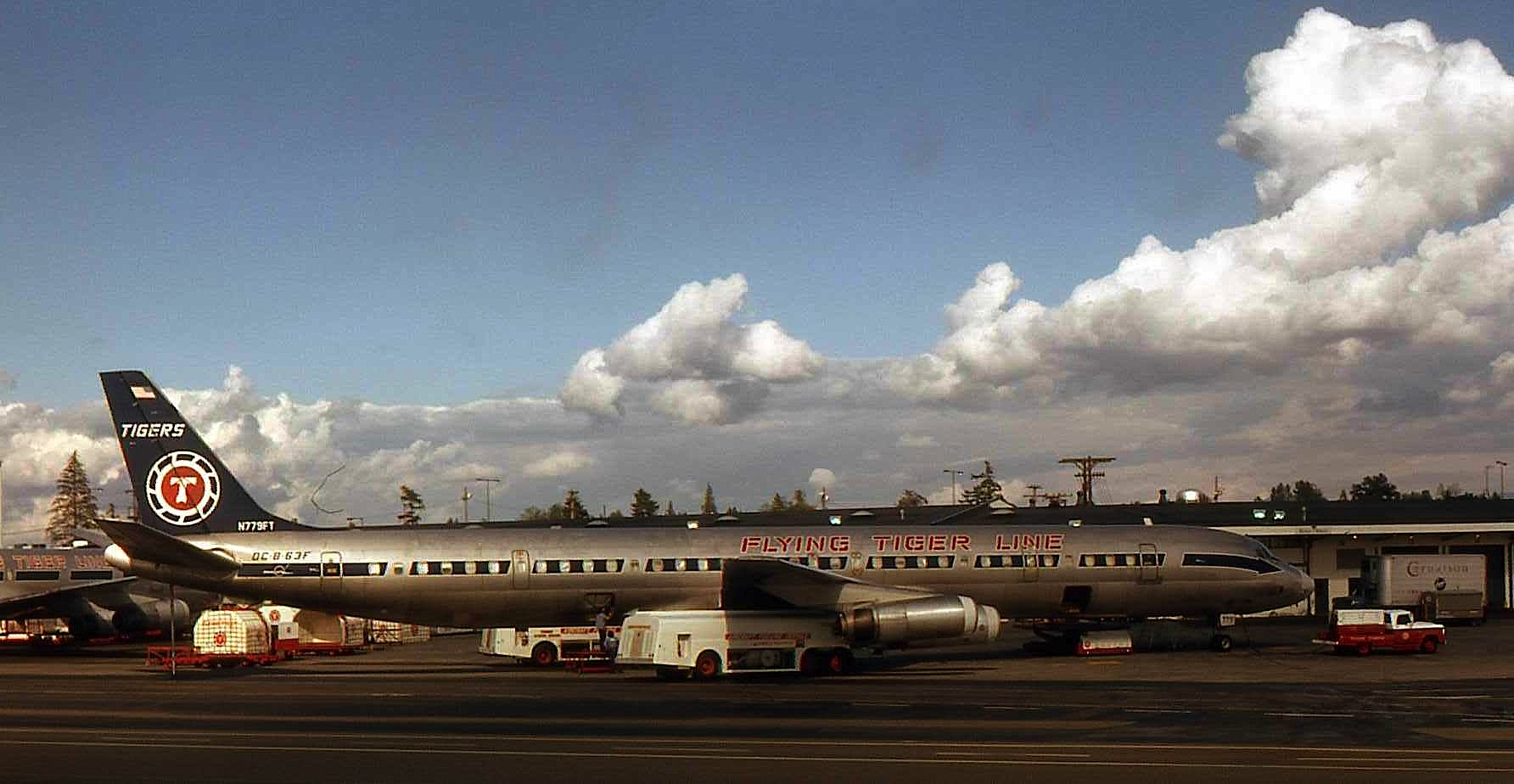
1972年，飛虎航空的DC-8-63F

1949年，美國民用航空委員會（Civil Aeronautics Board）給予飛虎航空經營權，開辦首條橫跨美國東西岸的洛杉磯、三藩市至波士頓的貨運航線，令飛虎航空成為美國首間定期商業貨運的航空公司。不久，公司亦開始提供客運包機業務，並引進洛克希德星座、道格拉斯DC-4及道格拉斯DC-6等飛機，成為50年代最大的跨大西洋包機機隊。
韓戰爆發期間，飛虎航空主力經營軍事包機，以支援美軍在亞洲的軍事行動。後來飛虎航空又取得前往日本、中國及東南亞的貨運航線。1961年，飛虎航空引進了加拿大飛機公司(Canadair)的CL-44型貨機，成為世上首間使用空中貨櫃的航空公司之一。到了1965年飛虎引進了他們第一架噴射貨機波音707；1974年則引進了首架廣體貨機波音747。
到了80年代中期，飛虎航空的航線已遍及世上六大洲，並早於1980年10月1日收購了海岸世界航空（Seaboard World Airlines）後取代了泛美航空，成為世上最大的定期貨運航空公司。1988年12月，聯邦快遞提出收購飛虎航空；1989年8月7日，聯邦快遞正式與飛虎航空合併。

## 機隊

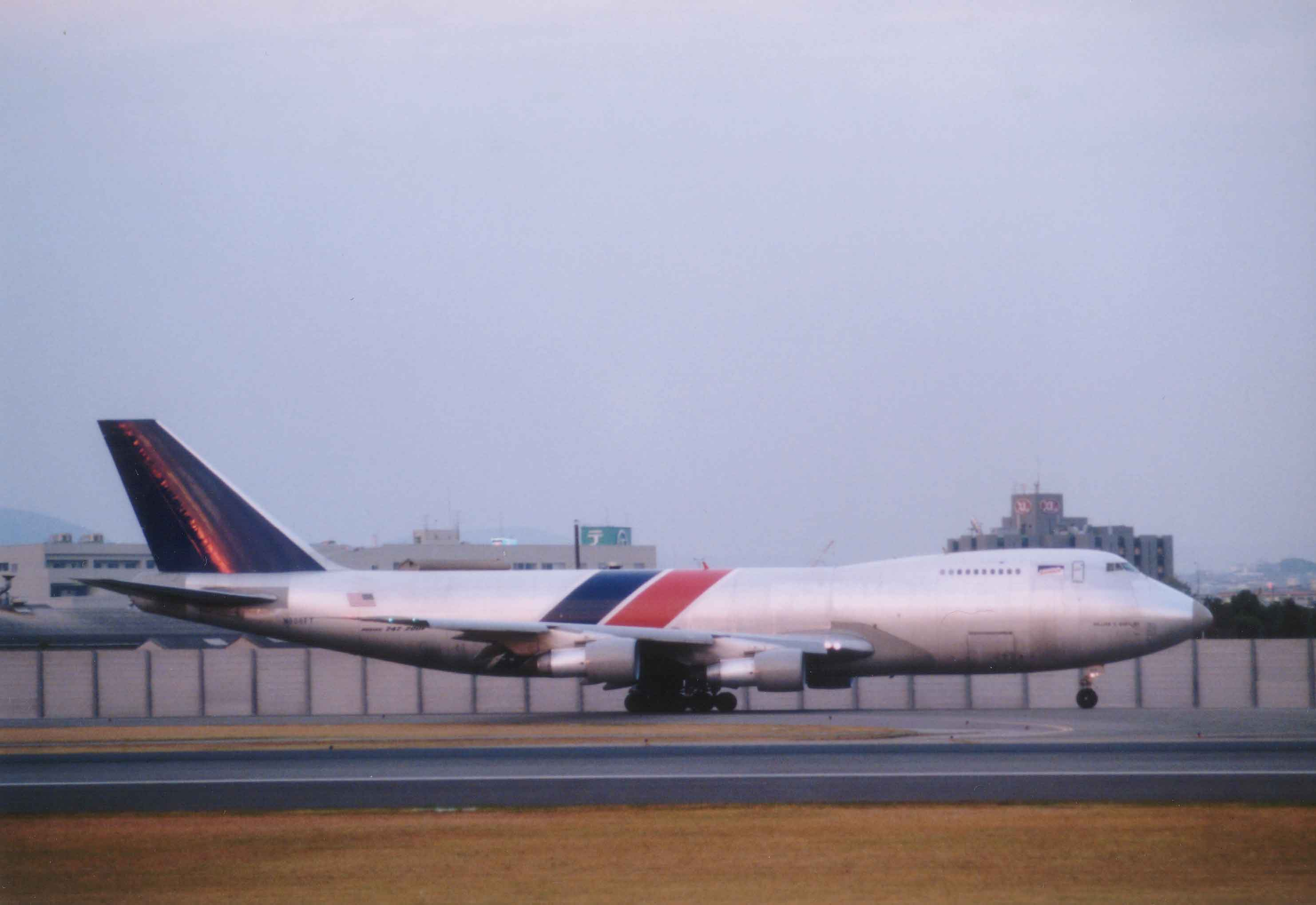
一架飛虎航空的波音747貨機，駕駛艙玻璃後貼有聯邦快遞標誌；原飛虎航空的貨機在轉手聯邦快遞後一段時間應日本方面要求保留飛虎塗裝

聯邦快遞與飛虎航空合併前，飛虎航空擁有以下的機型:
- 8架波音747-100
- 13架波音747-200
- 19架波音727-100
- 6架道格拉斯DC-8-73

## 外部連結
- Flying Tigers Boeing 747 Fleet Detail （页面存档备份，存于）
- Flying Tiger Line Pilots Association （页面存档备份，存于）
- Annals of the Flying Tigers